# 231666 Aisymnos
231666 Aisymnos este o planetă minoră (asteroid), cu un diametru de 13,007 km, din Asteroid troian al lui Jupiter. A fost descoperită pe 24 septembrie 1960 la Observatorul Palomar de Lutz D. Schmadel. 
Obiectul prezintă o orbită caracterizată de o semiaxă mare de 5,3007839147375 UAi, o excentricitate de 0,052, o înclinație de 5,3 ° în raport cu ecliptica.